# Gianpaolo Tescari
Gianpaolo Tescari (Milano, 23 giugno 1946) è un regista, sceneggiatore, produttore televisivo ed ex critico cinematografico italiano.

## Biografia
Si è laureato in Estetica con Enzo Paci. Ha scritto, da critico, su Ombre rosse, rivista di cinema militante diretta da Goffredo Fofi.
A partire dalla fine degli anni settanta del XX secolo ha diretto documentari, pubblicità, cinema e televisione.

## Filmografia

### Cinema
- Tutti gli uomini di Sara (1992)
- Gli occhi dell'altro (2005)

### Televisione
- Ho un segreto con papà (Mr. Dog) - film TV (1995)
- Il caso Fenaroli - film TV (1996)
- La squadra - serie TV (2000-2003)
- Tre casi per Laura C - miniserie TV (2002)
- Onora il padre - miniserie TV (2002)
- Terapia d'urgenza - serie TV (2008-2009)
- Nebbie e delitti 3 (2009)
- La porta rossa - Terza stagione (2023)
- Il commissario Ricciardi – serie TV, seconda stagione (2023)

### Cortometraggi
- Body & Soul (1988)
- Dedra in sogno (1991)
- Il primo estratto (1997)

### Documentari
- Oskar Kokoschka (1976)
- Die Naiven der Welt: italien (1976)
- Invece della famiglia (1978)
- Vigilia azzurra (1984)
- Rosso Ferrari (1984)
- Sei forme di luce (Six Kinds of Light) (1986)
- Ferrari 40 (1987)
- Il caso Pecorelli (1991)
- Les Ingenieurs avant Léonardo (1995)
- Carmina Burana (1998)
- Psalmi Davidici (1998)
- Brown Bach m.o. Bach Brown (1998)
- Bach Brown Monteverdi - Trisha - Monteverdi Brown Bach (1999)
- Armonie dell'estasi (2000)

## Teatro
- Rebecca e il prete, di Daniela Morelli, Tindari, 1997